# 1171 Rusthawelia
1171 Rusthawelia là một tiểu hành tinh vành đai chính được phát hiện ngày 3 tháng 10 năm 1930 Sylvain Julien Victor Arend ở Uccle.